# Тасоска агора
Тасоската агора (на гръцки: Αγορά Θάσους) е централният площад на античния македонски град Тасос.

## История
Пазарът на Тасос е политическият, административен и религиозен център на древния град на острова. Това е монументален комплекс, който е придобива окончателния си вид в продължение на много векове. Най-ранните конструкции, открити в него, датират от VI век пр.н.е.
Постепенна реконструкция на пазара, започваща от началото на IV век пр.н.е., време на обща реорганизация на тасоската полития, и достигаща до римската епоха (I век пр.н.е.), му придава формата на почти правоъгълен площад, ограден от колонади. Районът е обогатяван със сгради, храмове, паметници, статуи през целия римски период до III век. Пазарът е разрушен в средата на III век от нашествието на херулите. В началото на V век в северната част на площада с материали от стари сгради е построена най-старата базилика на острова, на мястото на така наречената Сградата с парасцения. През XIV век част от средновековното укрепление на пристанището преминава през северозападната му страна.

## Разкопки
Агората на Тасос е разкрита по време на разкопките на Френската археологическа експедиция, започнали през 1911 година. По-голямата част от разкопките и откриването на обекта става от 1948 до 1955 година. Дейността по разкопките на Френската археологическа експедиция продължават.